# Tetraplodon bryoides x voitia hyperborea
Tetraplodon bryoides x voitia hyperborea là một loài rêu trong họ Splachnaceae. Loài này được L.I. Savicz mô tả khoa học đầu tiên năm 1924.
Danh pháp khoa học của loài này chưa được làm sáng tỏ. 